# 歌川国照
歌川 国照（うたがわ くにてる、生没年不詳）とは、江戸時代の浮世絵師。

## 来歴
初代歌川豊国の門人。文政11年（1828年）建立の豊国先生瘞筆之碑に、豊国の門人として「国照」の名が見られる。渓斎英泉編の『無名翁随筆』によれば、俗名を惣右衛門と称したという。作に役者絵が知られる。なお『市中取締書留』所収の「浮世画工名前書」に「国照」の名があり、俗名は伝兵衛、松川町一丁目（現在の京橋二丁目）に住むとあるが、これが惣右衛門と称した国照と関わりがあるのかどうかは不明である。

## 作品
- 「高ノ師直/大星由良之介・市ノ川市蔵」　大判錦絵　赤穂市立歴史博物館所蔵　※文化8年（1811年）4月、江戸森田座の『仮名手本忠臣蔵』より
- 「由井民部之助・市川團十郎　遊女松山・尾上菊五郎」　団扇絵　プラハ国立美術館所蔵　※文政10年6月、江戸河原崎座の『独道中五十三駅』より